# Dakota Luther
Dakota Luther, född 7 november 1999, är en amerikansk simmare. Hon är dotter till Whitney Hedgepeth, olympisk guldmedaljör vid OS 1996 i Atlanta.

## Karriär
I december 2022 vid kortbane-VM i Melbourne tog Luther guld på 200 meter fjärilsim.